# クリミア関係記事の一覧
クリミア関係記事の一覧（クリミアかんけいきじのいちらん）
Category:クリミアも参照。
- クリミア
- クリミア (小惑星)
- クリミア山脈
- クリミア半島
  - タウリカ -  歴史的名称。古代の同半島を指したものである

- クリミア共和国
- クリミア自治共和国
- クリミア自治ソビエト社会主義共和国
- クリミア州
- クリミア人民共和国
- クリミア・ソビエト社会主義共和国
- クリミア地方政府
- クリミア・ハン国
- クリミア連邦管区

- クリミア戦争
- クリミア半島におけるテロ事件 (1917-1918)（ロシア語版）
- クリミア半島の赤い恐怖（ロシア語版）
- クリミアの都市の一覧
- クリミアの歴史

- クリミア・タタール人
  - クリミア・タタール人追放
- ヴォルガ・タタール人
- リプカ・タタール人

- クリミア・ドイツ人（英語版）
- クリムチャク人
- スキタイ
- タウロイ

- 黒海
- カラクス（英語版）
- シンフェロポリ

- セヴァストポリ海軍基地
- セヴァストポリ包囲戦 (1854年-1855年)
- セヴァストポリ包囲戦 (1941年-1942年)
- セヴァストポリ要塞

- タヴリダ県
- タヴリダ・ソビエト社会主義共和国

- ノーマン・チェレビジハン

- パンティカパイオン
- ボスポロス王国
- マクシム・ゴーリキー要塞（英語版）
- ミレトス
- ヤルタ
- ヤルタ会談
- ヤムナ文化
- ユーラシア大陸

- ウクライナによるクリミア半島の経済封鎖（ロシア語版）
- ロシアのクリミア侵攻
- ロシアによるクリミアの併合

- 2014年クリミア危機